# Brian Delate
Brian Delate (* 8. April 1949 in Trenton, New Jersey) ist ein US-amerikanischer Filmschauspieler.

## Leben
Delate wurde am 8. April 1949 in Trenton, New Jersey geboren. Er wuchs in Bucks County in Pennsylvania auf.
Bevor er mit dem Schauspielern begann, war er im Vietnamkrieg im Einsatz. Erst ab 1980 wurde er als Schauspieler aktiv. Sein Schaffen für Film und Fernsehen umfasst mehr als 40 Produktionen. In der Truman Show (1998) spielte er den Vater Trumans. 2001 spielte er „Colonel Marshall“ in der Komödie Army Go Home!
2008 drehte er mit dem Vietnam-Drama Soldier’s Heart einen Spielfilm als Regisseur und Drehbuchautor.

## Filmografie
- 1989: Jacknife
- 1990: Die Affäre der Sunny von B. (Reversal of Fortune)
- 1994: Die Verurteilten (The Shawshank Redemption)
- 1995: Sudden Death
- 1997: Home Before Dark
- 1998: Die Truman Show (The Truman Show)
- 2001: Windigo – Die Nacht des Grauens (Ghostkeeper)
- 2001: Army Go Home!
- 2001: Lonesome
- 2001: Buffalo Soldiers ’44 – Das Wunder von St. Anna (Miracle at St. Anna)
- 2002: Noon Blue Apples
- 2002: Ash Wednesday
- 2002: Dem Himmel so fern (Far from Heaven)
- 2004: American Wake
- 2005: Searching for Bobby D
- 2005: Rent
- 2006: My Brother
- 2006: Zurück im Sommer (Fireflies in the Garden)
- 2007: The Favor
- 2007: Die Fremde in dir (The Brave One)
- 2008: Soldier’s Heart (Regie + Drehbuch)
- 2010: Nice Guy Johnny
- 2011: The Orphan Killer
- 2014: The Comeback (Fernsehserie, 5 Folgen)
- 2018: ReRun
- 2021: This is Not a War Story